# 艾格莫尔特莱格拉沃
艾格莫尔特-莱格拉沃（法語：Ayguemorte-les-Graves，法語發音：[ɛɡmɔʁt le ɡʁav]）是法国吉伦特省的一个市镇，属于波尔多区。

## 地理
艾格莫尔特-莱格拉沃（44°42'36"N, 0°28'55"W）面积6.33 平方千米，位于法国新阿基坦大区吉倫特省，该省份为法国西南部沿海省份，是法國本土面积最大的省，北起滨海夏朗德省，西临大西洋，南至朗德省，东南接洛特-加龍省，东临多爾多涅省。
与艾格莫尔特-莱格拉沃接壤的市镇（或旧市镇、城区）包括：伊勒圣乔治、博蒂朗、拉布雷德、圣梅达尔代朗、圣塞尔沃。
艾格莫尔特-莱格拉沃的时区为UTC+01:00、UTC+02:00（夏令时）。

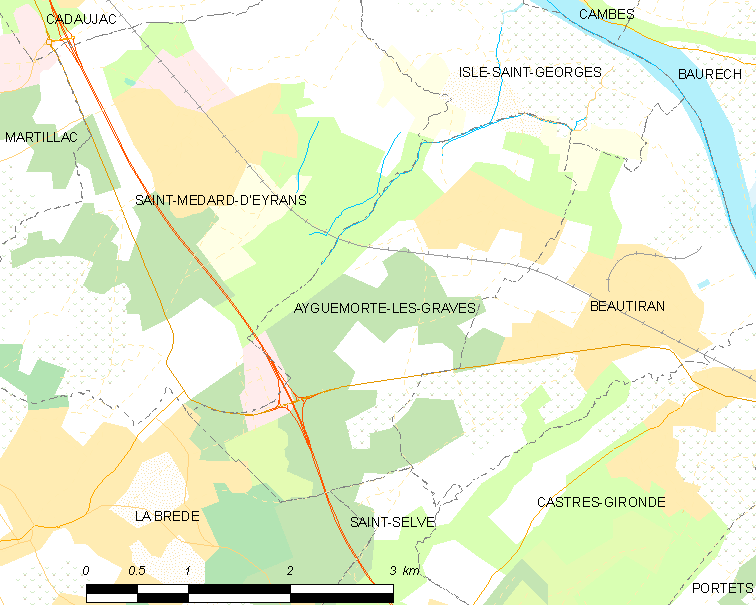
艾格莫尔特-莱格拉沃的OSM定位图

## 行政
艾格莫尔特-莱格拉沃的邮政编码为33640，INSEE市镇编码为33023。

## 政治
艾格莫尔特-莱格拉沃所属的省级选区为拉布雷德县。

## 人口

1962-2008年间艾格莫尔特-莱格拉沃人口变化图示

艾格莫尔特-莱格拉沃于2022年1月1日时的人口数量为1402人。